# Busto de Francisco I de Este
El busto de Francisco I de Este es una obra del escultor Gian Lorenzo Bernini, ejecutada entre el 1650 y el 1651. El retrato está realizado en mármol (altura 106 cm) y está conservado en la Galería Estense de Módena. 

## Historia
En agosto de 1650 Francisco I de Este, duque de Módena y Reggio, encargó un  retrato suyo en mármol a Bernini, después de haber descartado la idea inicial de encargarlo al rival de estos Alessandro Algardi.
Bernini fue informado de que debería trabajar - como también ocurrió para los bustos de Carlos I de Inglaterra y del cardinal Richelieu - basándose no sobre la visión directa del sujeto retratado sino sobre determinadas obras pictóricas, en este caso los cuadros de Justus Sustermans y Jean Boulanger expresamente enviados para ello a Módena; Bernini se sintió en apuros y escribió a Francesco de Este que realizar un busto sin haber podido ver nunca el modelo era una empresa "casi imposible" y comunicó en una entrevista al cardenal Rinaldo de Este, hermano del duque y con el que estaba negociando la realización de la obra, de su "voto solemne" de no trabajar más de este modo. El cardinal logró vencer la resistencia del artista que aceptó a condición de que se le proporcionaran un mayor número de retratos del duque y las exactas dimensiones de la altura y de la anchura de los hombros del mismo.
La obra estuvo completada en septiembre de 1651 y transportada en una caja a bordo de un carro a Módena, donde llegó en noviembre siguiente. A pesar de que las cartas en las cuales Bernini se excusaba anticipadamente con los dos Este compradores de la eventual no similitud del retrato, el duque Francesco quedó tan impresionado por el busto que pagó al artista tres mil escudos, la misma  suma que había recibido del papa Inocencio X para la entonces recientemente terminada fuente de los Cuatro Ríos de Roma.

## Descripción y estilo
Bernini, no pudiendo reproducir en mármol los rasgos más característicos del sujeto en movimiento que lograba captar tan sólo en presencia del mismo, se concentró en la construcción del busto, representando el duque en el acto de volverse hacia la derecha y poniendo mayor realce en elementos secundarios como la peluca, la lechuguilla y más todavía la capa, la cual cubre el corte del tórax y los brazos y confiere a la masa marmórea una apariencia de ligereza; Jérôme Lalande en el Voyage d'un Français en Italie, fait dans les années 1765 et 1766 a propósito de la capa del busto afirma que "parece flotar en el aire".